# War at the Warfield
A War at the Warfield a Slayer együttes koncertvideója. Egy 2001. december 7-i San Franciscó-i műsort örökítettek meg, amelyet a Warfield Theatre nevű helyen rendeztek meg.

## Dalok
1. Disciple
2. War Ensemble
3. Stain of Mind
4. New Faith
5. Postmortem
6. Raining Blood
7. Hell Awaits
8. Here Comes the Pain
9. Die By the Sword
10. Dittohead
11. Bloodline
12. God Send Death
13. Dead Skin Mask
14. Seasons in the Abyss
15. Captor of Sin
16. Mandatory Suicide
17. Chemical Warfare
18. South of Heaven
19. Angel of Death
20. Bonus Material

## Közreműködők
- Tom Araya – basszusgitár, ének
- Jeff Hanneman – gitár
- Kerry King – gitár
- Paul Bostaph – dob
- David Anthony – Producer, Dizájn
- Matt Hyde – Keverés
- Bob Skye – Hangmérnök